# Čung Sing
Čung Sing (čínsky pchin-jinem Zhōng Xīng, znaky tradiční 鍾惺, 1574–1624), byl čínský literární kritik a básník pozdně mingského období, s Tchan Jüan-čchunem stál v čele školy Ťing-ling.

## Jména
Čung Sing používal zdvořilostní jméno Po-ťing (čínsky pchin-jinem Bójìng, znaky 伯敬) a literární pseudonymy Wan-č’ ťü-š’ (čínsky pchin-jinem Wǎnzhī jūshì, znaky 晚知居士), Tchuej-kung (čínsky pchin-jinem Tuìgōng, znaky 退公), Tchuej-ku (čínsky pchin-jinem Tuìgǔ, znaky 退谷) a Tchuej-an (čínsky pchin-jinem Tuìān, znaky 退庵).

## Život a dílo
Čung Sing se narodil roku 1574, pocházel z Ťing-lingu v provincii Chu-kuang (moderní Tchien-men v provinii Chu-pej). Studoval konfucianismus a skládal úřednické zkoušky, provinční zkoušky složil roku 1603, palácové roku 1610. Poté sloužil na ministerstvu prací v Pekingu, nankingském ministerstvu obřadů, roku 1615 řídil provinční zkoušky v Kuej-čou. Hodně cestoval.
Jako literární teoretik odmítal tehdy populární postoje archizujícího hnutí vyjádřené v postojích Li Pchan-lunga, hledajícího inspiraci ve vrcholně tchangské poezií. Namísto pouhého napodobování vyzdvihoval originalitu, poezie by dle něj měla mít hloubku a odměřenost. Na rozdíl od současníků ze školy Kung-an přijal za svůj rafinovaný slovník a originální inspiraci. Snažil se dosáhnout ducha své oblíbené předtchangské a tchangské tvorby, ale ustrnul v jejím napodobování. Kritici, počínaje Čchien Čchien-im měli proto jeho poezii (a poezii jeho žáků) za neúspěšnou a obskurní.
Byl plodným autorem, jeho hlavním dílem jsou antologie z let 1614 a 1617 Návrat ke staré poezii (古詩歸, Ku-š’ kuej) a Návrat k tchangské poezii (唐詩歸, Tchang-š’ kuej) sestavené společně s Tchan Jüan-čchunem. V letech 1616–1621 publikoval sbírku zkušebních esejů, její úspěch a jeho prestiž vedla pak nakladatele k vydávání řady děl různých žánrů pod jeho jménem; a to jak učených prací, tak tehdy oblíbené historické beletrie.